# Olympische Sommerspiele 2004/Teilnehmer (Guyana)
| Gelbes Symbol für Goldmedaillen mit stilisierten Olympischen Ringen | Graues Symbol für Silbermedaillen mit stilisierten Olympischen Ringen | Braundes Symbol für Bronzemedaillen mit stilisierten Olympischen Ringen |
| ------------------------------------------------------------------- | --------------------------------------------------------------------- | ----------------------------------------------------------------------- |
| —                                                                   | —                                                                     | —                                                                       |

Guyana nahm bei den Olympischen Spielen 2004 in Athen mit vier Athleten teil. 

## Teilnehmer nach Sportart

### Gewichtheben
- Julian McWatt
Männer, Leichtschwergewicht: 14. Platz (272,5 kg)

### Leichtathletik
- Marian Burnett
Frauen, 800 m: im Halbfinale ausgeschieden (2:02,21 min)

- Aliann Pompey
Frauen, 400 m: im Halbfinale ausgeschieden (51,61 s)

### Schwimmen
- Onan Orlando Thom
Männer, 100 m Freistil: 59. Platz (55,24 s)